# فواصل موسیقی ایرانی
فواصل موسیقی ایرانی نوعی فاصلهٔ مختص موسیقی سنتی ایران است که بر اساس ریز پرده شناخته می‌شود. علامت‌های عَرَضی و سرکلید که برای نمایش این فواصل به کار می‌روند سُری () و کُرُن () نام دارند. فاصله در موسیقی از قرن‌ها پیش از میلاد به صورت طبیعی و فیزیکی وجود داشته و سپس توسط بشر به تکامل رسیده است.
تاریخِ موسیقی ایرانی بعد از دوران فارابی به نگارش درآمده است. از این دوره به بعد موسیقیدانان با پرده‌بندی روی ساز، به فاصله‌ها و مقام‌های جدیدی دست پیدا کردند. طبق تحقیقات دانشمندان، ایرانی‌ها در قدیم، از فاصله‌هایی کوچکتر از نیم‌پرده استفاده می‌کرده‌اند و اساس موسیقی ایرانی بر دانگ و فاصلهٔ چهارم درست استوار بوده است که با گام‌های امروزی به فاصلهٔ یک اکتاو متفاوت است. در موسیقی شرق، از ریز پرده‌هایی چون «ثلث پرده» و ربع پرده نام می‌برند، اما در تحقیقات موسیقیدانان معاصری چون مهدی برکشلی و هرمز فرهت، موسیقی ایرانی دارای فواصل ثابتی مبتنی بر اعتدال نبوده و متغیر است و در قالب‌هایی چون «ثلث پرده» و «ربع پرده» نمی‌گنجد. در تکامل فاصله و گام‌های ایران قدیم، از موسیقیدانانی چون اسحاق موصلی، فارابی، ابن سینا، صفی‌الدین ارموی، عبدالقادر مراغه‌ای، محمود شیرازی و در دوران معاصر از علینقی وزیری با کتاب دستور تار و روح‌الله خالقی با کتاب نظری به موسیقی نام برده می‌شود.

## تاریخچه

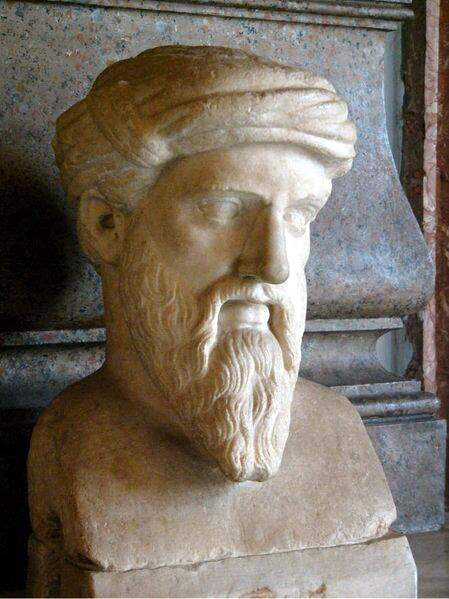
فیثاغورث

پیدایشِ فاصله در گامِ موسیقی به قرن‌ها پیش از میلاد بر می‌گردد. برخی از فاصله‌ها ابتدا به صورت طبیعی و فیزیکی وجود داشته و بعضی دیگر، توسط بشر ابداع و تکمیل شده است. مدارک مختلف برای اثبات این موضوع را باید در سیرِ تغییر و تحول گام جستجو کرد. دانشمندان و ریاضی‌دانان قدیم یونان مانند: فیثاغورث، افلاطون و بطلمیوس، فواصل موسیقی را به صورت عددی محاسبه می‌کردند و ریاضی را اصلِ وجود، در پیدایش جهانِ هستی می‌پنداشتند. بر همین اساس قدیمی‌ترین شواهد، مربوط به گامِ یونانِ قدیم است که مبتنی بر دانگ بوده و به سه بُعدِ متوالی محدود می‌شده است. علتِ مبنا قرار گرفتنِ فاصلهٔ چهارم آن است که به صورت غریزی فاصله‌ای مطبوع به‌شمار می‌آمده و برای موسیقی آوازی و صدای انسانی آسان بوده است. این محدودهٔ صوتی و فواصل، تا قرن‌های متمادی در موسیقی تمام ملل وجود داشته و با گسترش موسیقی سازی به گام تبدیل شده است. فیثاغورث اولین کسی بود که فواصل چهارم و پنجم در موسیقی را محاسبه کرد و سپس بطلمیوس فواصلِ دیگری به آن افزود و آن را تکمیل کرد.
در محاسبهٔ فاصله‌های عددی، مسلم شده است که در طی تمام قرون، فواصل چهارم، پنجم و اکتاو در همهٔ مقام‌ها، مدها و گام‌ها ثابت و بدون تغییر مانده است و فیزیکدانان را متقاعد کرده است که فواصل موسیقی مبتنی بر قوانین طبیعی و فیزیکی بوده است. در قرن ۱۶ میلادی، تحقیقات بعدی توسط جوزفو زارلینو که یک تئوریسین ایتالیایی بود، منجر به پیدایش گام طبیعی شد که امروزه رواج دارد. این در حالی است که فارابی در قرن دهم میلادی موفق به کشف «دانگ» حقیقی موسیقی شد و سپس توسط صفی‌الدین ارموی، فواصل گام فیزیکی تکمیل شد و بدین شرح رواج یافت: دو، ر، می، فا، سل، لا، سی، دو.

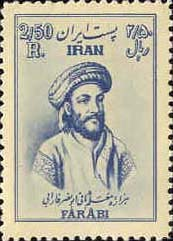
ابونصر فارابی

در تاریخ موسیقی ایران، تا قبل از فارابی اثری مکتوب که به گام و فواصل موسیقی اشاره کند وجود ندارد. در تکامل گام و فاصلهٔ قدیم موسیقی ایرانی، از بربط (عود) که ساز رایج موسیقی ایران بود استفاده می‌شد. این ساز ابتدا دارای دو سیم بود که «سیم بم» و «سیم زیر» نامیده می‌شدند. احتمالاً یکی از این دو سیم برای «دانگ اول» و دومی برای «دانگ دوم» به کار می‌رفته است. یا هر سیم دارای دو دانگ بوده و برای تقویت سیم بم و صدای کودکان و زنان در اکتاو، از سیم زیر استفاده می‌شده است. با تکامل «بربط» توسط فارابی و افزودن سیم‌های دیگر به آن، هر سیم دارای یک دانگ و چهار صدا (به واسطهٔ چهار موقعیت انگشت‌گذاری) شد که اگر حالت «دست باز» هم در نظر گرفته می‌شد مجموعاً پنج صدا از هر سیم حاصل می‌شد و به این ترتیب سیم‌ها وسعت صوتی حدودِ دو اکتاو را تشکیل می‌دادند که مطابق وسعت صدای انسان بود. کوک متداول این چهار سیم از پایین به بالا به شرح زیر بود:
| ۴ | می بمل تا لا بمل |  |
| ۳ | سی بمل تا می بمل |  |
| ۲ | فا تا سی بمل     |  |
| ۱ | دو تا فا         |  |

کارل اِنگِل موسیقی‌شناس آلمانی (۱۸۸۲–۱۸۱۸م)، در مقدمهٔ کتاب «فهرست سازهای موسیقی» متعلق به موزهٔ کنزینگتون جنوبی می‌نویسد که در موسیقی، ایرانی‌ها از قدیم فاصله‌های کوچکتر از نیم پرده به کار می‌برده‌اند و می‌افزاید که پس از حمله و فتح ایران توسط عرب‌ها، آن‌ها تحت تأثیر هنر ایرانی به ویژه موسیقی قرار گرفتند و به علت این که ایران تمدن و هنر والاتری داشت، سازها و موسیقی ایران را پذیرفتند و از آن تقلید کردند. به همین دلیل، قدیمی‌ترین گام‌های عرب‌ها، همان است که در موسیقی قدیم ایران به کار می‌رفته است.

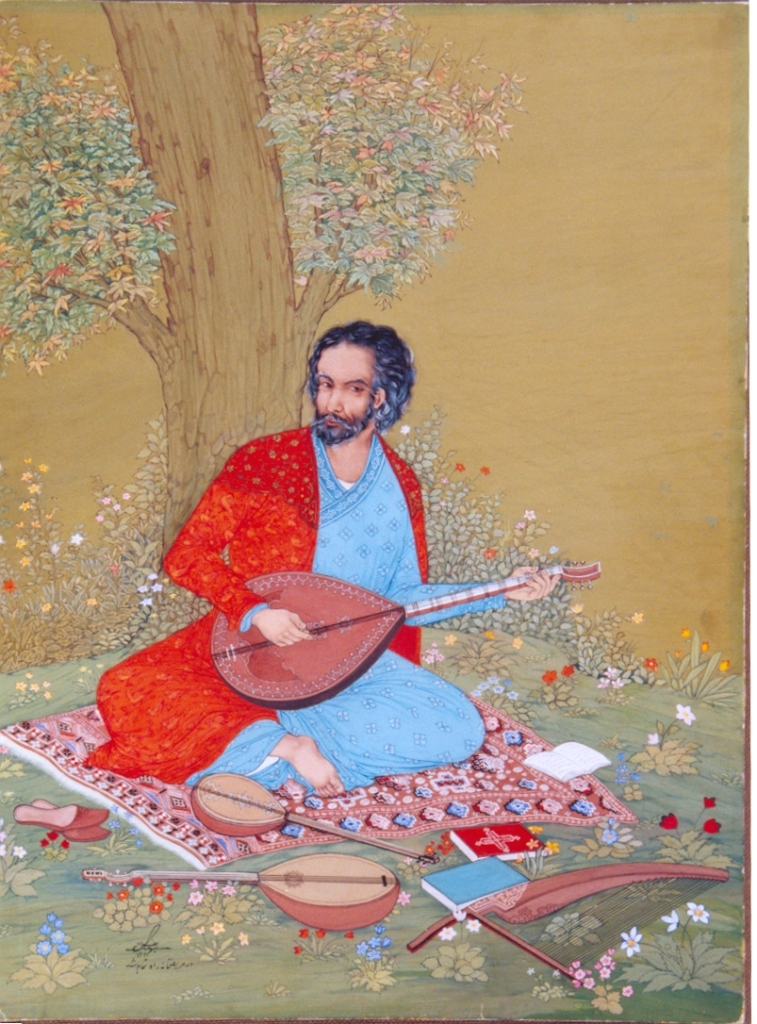
صفی‌الدین ارموی

از دوران فارابی به بعد موسیقی ایران به لحاظ پرده‌بندی با موسیقی عرب‌ها مطابقت داشت و پس از سه قرن توسط صفی‌الدین بر اساسِ ساز «تنبور خراسانی» درجه‌بندی شد. پرده‌بندی صفی‌الدین شامل دو اکتاو، هفده فاصله و هجده درجه بود و مورد تأیید موسیقیدانان آن دوره قرار گرفت.
در قرن بیستم، علینقی وزیری در مقدمهٔ کتاب دستور تار نظریهٔ نوینی ارائه کرد مبنی بر این که موسیقی ایران باید متکی به گامی با ۲۴ پردهٔ مساوی در هر اکتاو باشد؛ او این فاصله‌ها را ربع پرده نامید. در آن زمان کسی در مورد این فواصل بحث و بررسی نکرد و این الگو نزد نسل جوان پذیرفته شد. وزیری با موسیقی کلاسیک غرب آشنا بود و علت طرح این نظریه از طرف وزیری، اشتیاق وی به هارمونیزه کردن موسیقی ایرانی دانسته می‌شود که برای این منظور احتیاج به تعدیلِ فواصلِ موسیقی ایرانی داشته است. روح‌الله خالقی موسیقیدان و نویسنده کتاب نظری به موسیقی که خود از شاگردان وزیری بود نیز می‌گوید در آن زمان هم بحث در خصوص «ربع پرده» بین فیزیکدان‌ها مطرح بود و آن را واقعی نمی‌دانستند اما وزیری خودش هم می‌دانست و چارهٔ دیگری نداشت.

## شرح نظری

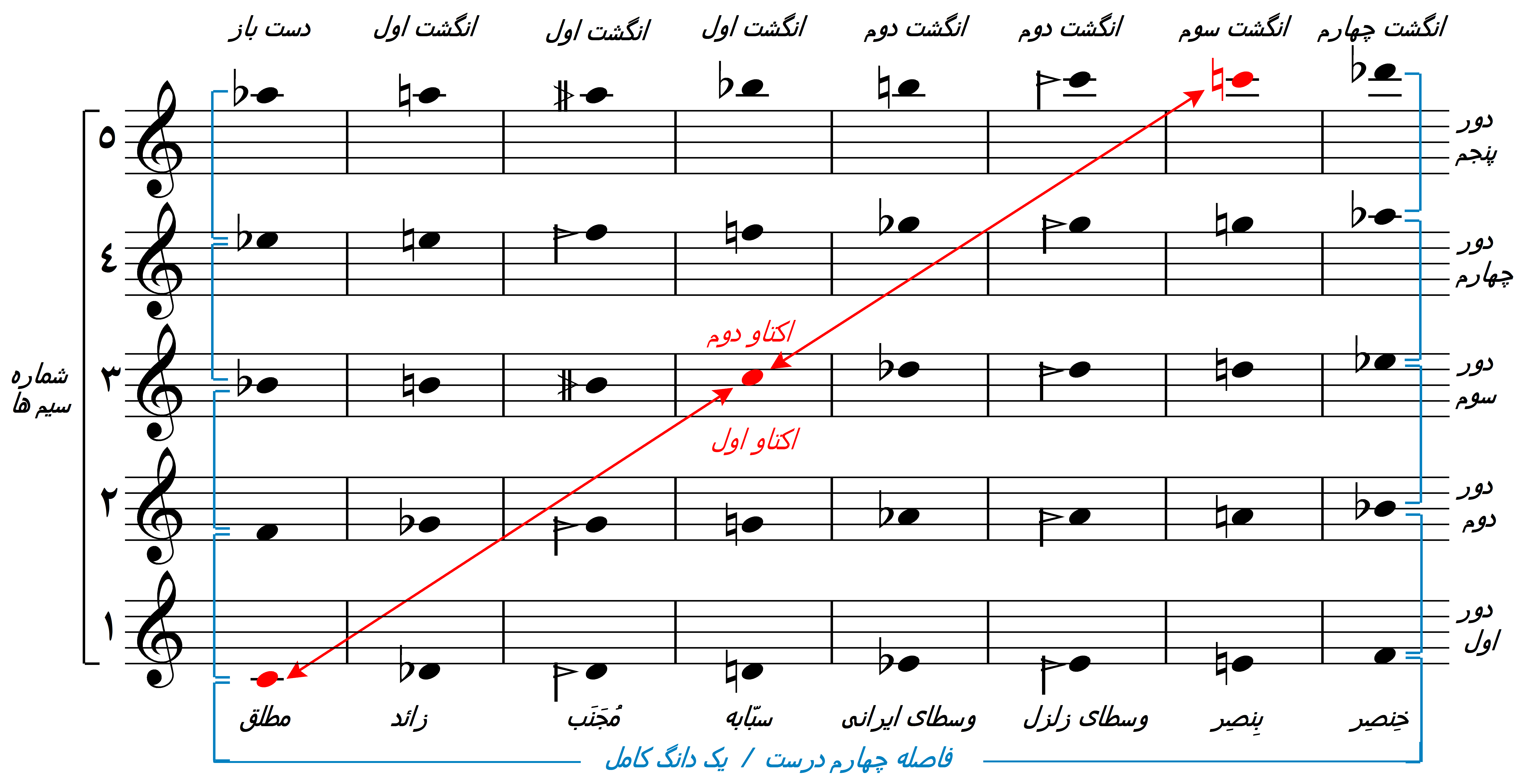
پرده‌بندی بر روی پنج سیم ساز عود بر اساس پنج «دور» با فاصله چهارم درست. در این پرده‌بندی هر سیم دارای یک دانگ کامل است و در فاصله اکتاو، دارای ۱۸ نت و ۱۷ فاصله است. وسعت صوتی این پرده‌بندی حدود ۲ اکتاو است. (در ساز عود نت نوشته شده یک اکتاو بم‌تر صدا می‌دهد)

فواصل موسیقی مردم آریایی به ویژه ایرانیان مبتنی بر دانگ بوده است. علت آن است که صدای انسان به راحتی دو صدای بین آن‌ها (دوم و سوم بزرگ یا کوچک) را پشت سر گذاشته و پَرش به صدای چهارم را مطبوع‌تر از دو صدای دیگر می‌پنداشتند و فاصلهٔ بیشتر مانند پنجم را دورتر می‌دانستند.
در پرده بندی فارابی، فاصله‌های «ریز پرده» وجود داشت که به نام وسطی (خنثی) و زائد (زینت) خوانده می‌شد و با تشخیص نوازنده، کم‌تر یا بیشتر از پرده اصلی گرفته و نواخته می‌شد. در گام فارابی وسعت صوتی از یک اکتاو به دو اکتاو گسترش یافت و برای اجرای آسان دو اکتاو، سیم پنجمی اضافه شد؛ بنابراین تعداد سیم و نتها بیان کنندهٔ گام هر دوران است. مثال‌ها:
1. گام اسحق موصلی «فاصله زائد» نداشت و فقط یک «فاصله وسطی» داشت. مثال:
دو، ر بمل، می بمل (فاصله وسطی)، می بکار، فا.
2. گام یعقوب کندی فیلسوف عرب دارای یک وسطی و یک زائد است. مثال:
دو، ر بمل (زائد)، ر، می بمل (وسطی)، می، فا.
3. فارابی در گام خود چهار «فاصله زائد» و سه «فاصله وسطی» داشته است. مثال:
دو، (ر بمل، ۴ فاصله زائد)، ر، (می بمل، ۳ فاصله وسطی)، می، فا.
4. ابن سینا در گام پیشنهادی خود دو نت زائد و یک نت وسطی قرار می‌دهد. مثال:
دو، (۲ فاصله زائد)، ر، می بمل (فاصله وسطی)، می، فا.

عبدالقادر مراغه‌ای

ایرانیان در موسیقی قدیم، فاصله وسطی را حفظ کرده بودند و از نت «ر» تا «می» فاصله‌ای به وجود آمده بود که به آن «فرس» گفته می‌شد و بعد از فارابی همه‌گیرتر شد. گفته می‌شود منصور جعفر ملقب به «زلزل» از این فاصله برای تشکیل فاصله‌ای دیگر بین فاصله «فرس» و نت «می» استفاده کرد که به «وسطای زلزل» معروف و تثبیت شد.
پس از آن، موسیقی‌دانان در فکر ایجاد منطق و اصولی ریاضی برای ردیف کردن صداها و فاصله‌ها بودند و بر پایه نت‌های وسطی و زائد، سعی در ایجاد نت‌های ثابت، پرده‌های متوالی، درجه‌بندی و اعتدال در فاصلهٔ بین نت‌ها داشتند. صفی‌الدین مبتکر این طرح بود و با تعدیل فاصله‌های وسطی و زائد، درجه‌بندی و فواصل جدیدی برای ایجاد آن‌ها به پرده‌های اصلی گام انجام داد. مهدی برکشلی فیزیکدان و موسیقیدان سرشناس ایرانی معتقد است بر اساس اسناد و مدارک، مبتکر اصلی اعتدال مساوی «صفی‌الدین ارموی» بوده است که امروزه به نام ژان سباستین باخ ثبت شده است. گام صفی‌الدین دارای دو دانگ متوالی و یک پرده و هر دانگ دارای هشت صداست، و بدین ترتیب هر اکتاو دارای هفده فاصله است. این روش که بر پایهٔ فاصله چهارم درست و تغییر مکان پرده به‌دست آمده بود مورد تأیید موسیقی‌دانان شرق، از جمله عبدالقادر مراغه‌ای و محمود شیرازی قرار گرفت.
موسیقی ایرانی پس از فوت عبدالقادر مراغه‌ای در سال ۸۳۸ هجری، به مدت پنج قرن پیشرفت محسوسی نداشت تا دوران علینقی وزیری که کتاب «دستور تار» منتشر شد، در این مدت موسیقی اروپایی در حال ترقی و تکامل بود و از کتاب‌های قدیمی موسیقی ایران هم بهره برد؛ چنان‌که برخی را نیز ترجمه کردند.

## فاصله‌های گام ایرانی
مهدی برکشلی در مورد فاصلهٔ گام‌های موسیقی ایران بر این عقیده است که نه «ثلث پرده» و نه «ربع پرده» است. وی گام «۲۴ پرده‌ای» را که مبتکر آن میخائیل مشاقه تاریخ‌نگار و موسیقیدانِ یونانی‌تبارِ عرب‌زبان بود و گام ثلث پرده‌ای را که دارای ۱۵ ثلث پرده و ۲ نیم پرده در اکتاو است، مردود و مصنوعی می‌داند و معتقد است با حقیقت موسیقی شرق در تضاد است؛ چرا که مبنای موسیقی ایرانی باید دانگ باشد و نه گام. با تقسیمات ثلث پرده‌ای، فاصلهٔ «چهارم درست» و «پنجم درست» در جای حقیقی خود قرار نمی‌گیرد و دچار انحراف می‌شود. وی معتقد است گام موسیقی ایران، گام صفی‌الدین است و هر آنچه صداهای مصنوعی، زاید و ناسازگار بود، توسط وی زدوده شده است. بدین صورت موسیقی‌دانان پذیرفتند که پرده‌بندی جدید باید شامل دو اکتاو و هر اکتاو دارای هفده فاصله و هجده درجه باشد، از این روش همه تقلید کردند و فواصل را با گام صفی‌الدین انطباق دادند.
هرمز فرهت موسیقی‌دان سرشناس ایرانی نیز عقیده دارد در موسیقی ایرانی فواصل ثابت نیست و متغیر است و آنقدر واضح است که به سادگی قابل اثبات است. وی می‌افزاید فواصل موسیقی ایرانی ثبات ندارد و بستگی به اجرا، نوع ساز و افراد با هم تفاوت دارد. فرهت پژوهش‌ها و تئوری‌های علینقی وزیری را مردود می‌داند و معتقد است در آن زمان هیچ نطر مشخصی وجود نداشت و کسی هم در صلاحیت خود نمی‌دید که آن را ارزیابی کند و بی چون و چرا پذیرفته شد. وی همچنین نظریه و تحقیقات برکشلی مبنی بر وجود پنج پرده و دو نیم پرده در اکتاو را خیالی و نادرست می‌داند و می‌گوید بر اساس نوشته‌های قدما، اجرای آن امکان‌پذیر نیست؛ چرا که مقام‌های موسیقی ایرانی با گام و فاصلهٔ اکتاو بیگانه است و کلیهٔ مقام‌های ایرانی در یک فاصلهٔ چهار صدایی (تِتراکورد) یا «پنج‌صدایی»(پنتاکورد)، قابل اجرا هستند و هیچ مقام موسیقی به فاصلهٔ اکتاو نمی‌رسد، پس در نهایت به بیشتر از هفت صدا احتیاج ندارد. فرهت می‌گوید با مطالعه روی پرده‌بندی سازهای تار و سه‌تار می‌توان نتیجه گرفت که موسیقی ایرانی یک گام «۱۷ پرده‌ای» در فاصلهٔ اکتاو بوده است و می‌افزاید در این پرده‌بندی هیچ‌گونه حرکتِ کروماتیک و فاصلهٔ کمتر از نیم‌پرده وجود ندارد و با دیگر گام «۱۷ پرده‌ای» منسوب به صفی‌الدین نیز مطابقت ندارد.
محمدرضا درویشی آهنگساز و موسیقی‌دان ایرانی عقیده دارد فاصله «نیم‌پرده» ایرانی از غربی کمتر است و فاصله بین «پرده» و «نیم پرده» متغیر است. مجید کیانی نوازنده سنتور نیز معتقد است موسیقی ایران از دوره ساسانیان بر پایهٔ دانگ بوده است نه گام.
- تقسیمات دانگ در موسیقی سنتی ایران بر پایهٔ گام فیثاغورث بود که امروزه بر اساس فواصل به سه نوع اجرا تقسیم می‌شود:[۳۲]

1. شیرین نوازی که بر پایهٔ گام فارابی است و بر اساس تحقیقات مهدی برکشلی با نوازندگان این سبک، آن‌ها تحت تأثیر گام فارابی و صفی‌الدین بوده‌اند.
2. موسیقی سنتی بر اساس فواصلی است که بعد از قرن هشتم هجری دچار تغییر شد و ناشی از تحول مقام به دستگاه بوده است.
3. موسیقی ایرانی که بر اساس گام «۲۴ پرده‌ای» است و آموزش‌های علینقی وزیری و ردیف ابوالحسن صبا بر این پایه است.

آموزش‌های وزیری اگر چه با موسیقی سنتی ایران فاصله داشت، اما بنیان‌گذار یک تفکر و مکتب بر اساس اصول نظری موسیقی شد. وی پس از چند قرن، زمینه را برای بحث و بررسی موسیقی علمی در ایران فراهم آورد.
| علینقی وزیری |

روح‌الله خالقی در مقایسهٔ موسیقی قدیم ایران و موسیقی غرب می‌نویسد: گام کروماتیک غرب دارای دوازده فاصله و موسیقی قدیم ایران دارای هفده فاصله است. وی پنج فاصلهٔ اضافی را وجود فاصله‌هایی می‌داند که از «پرده» کوچکتر و از «نیم پرده» بزرگتر است و مشخص نیست که حتماً «ربع پرده» باشد. خالقی در مقایسه‌ای که بین پرده‌بندی ساز «عود» در قدیم و ساز تار کنونی انجام می‌دهد، نتیجه می‌گیرد که موسیقی فعلی ما همان موسیقی قدیم است و بعضی پرده‌ها دارای فاصلهٔ مساوی نیست و فاقدِ اعتدال است. وی مثال می‌زند که «فا سری» در پرده‌بندی تار به فا دیز نزدیک‌تر از فا بکار است و اگر بخواهیم قاعدهٔ اعتدال را رعایت کنیم و گام بیست و چهار قسمتی داشته باشیم، باید تمامِ فاصله‌ها را «ربع پرده» فرض کنیم، از وضعیت طبیعی خارج نماییم و به ۲۴ قسمت مساوی تقسیم کنیم و آن را «گام بیست و چهار قسمتی» یا «گام کروماتیک ایرانی» بنامیم.

## فواصل گام بیست چهار قسمتی
موسیقی ایرانی دارای گام‌هایی متفاوت از موسیقی غربی است. موسیقی غربی بر پایهٔ مینور و ماژور است، حال آن که موسیقی ایرانی علاوه بر فاصله‌های موسیقی غربی فواصلی مانند درست، بزرگ، کوچک، کاسته و افزوده هم دارد. در این تقسیم‌بندی، کلماتی اضافه شده (کم، بیش، نیم) و قواعد ده‌گانهٔ جدیدی به وجود آمده است که عبارتند از: نیم‌بزرگ، بیش‌بزرگ، کم‌کوچک، بیش‌کوچک، کم‌درست، بیش‌درست، کم‌کاسته، بیش‌کاسته، کم‌افزوده و بیش‌افزوده.
| کم‌درست    | چهارم، پنجم                           |
| بیش‌درست   | یکم، چهارم، پنجم                      |
| نیم‌بزرگ   | دوم، سوم، ششم، هفتم                   |
| بیش‌بزرگ   | دوم، سوم، ششم، هفتم                   |
| کم‌کوچک    | دوم، سوم، ششم، هفتم                   |
| کم‌کاسته   | سوم، چهارم، پنجم، ششم، هفتم           |
| بیش‌افزوده | یکم، دوم، سوم، چهارم، پنجم، ششم، هفتم |

نام گذاری فواصل دارای قواعدی بدین صورت است:
۱. اگر فاصله‌ای یک ربع پرده از فواصل کوچک، درست، کاسته و افزوده، کمتر داشته باشد، کلمهٔ «کم» و اگر ربع پرده کم‌تر از فاصلهٔ بزرگ، داشته باشد، کلمهٔ «نیم» به آن فاصله اضافه می‌شود. مثال:
- «دو» تا «ر» (دوم بزرگ)، «دو» تا «ر کرن» (دوم نیم‌بزرگ)
- «دو دیز» تا «ر» (دوم کوچک)، «دو دیز» تا «ر کرن» (دوم کم‌کوچک)
- «دو» تا «فا» (چهارم درست)، «دو» تا «فا کرن» (چهارم کم‌درست)
- «سی» تا «فا» (پنجم کاسته)، «سی» تا «فا کرن» (پنجم کم‌کاسته)
- «فا» تا «سی بکار» (چهارم افزوده)، «فا» تا «سی کرن» (چهارم کم‌افزوده)

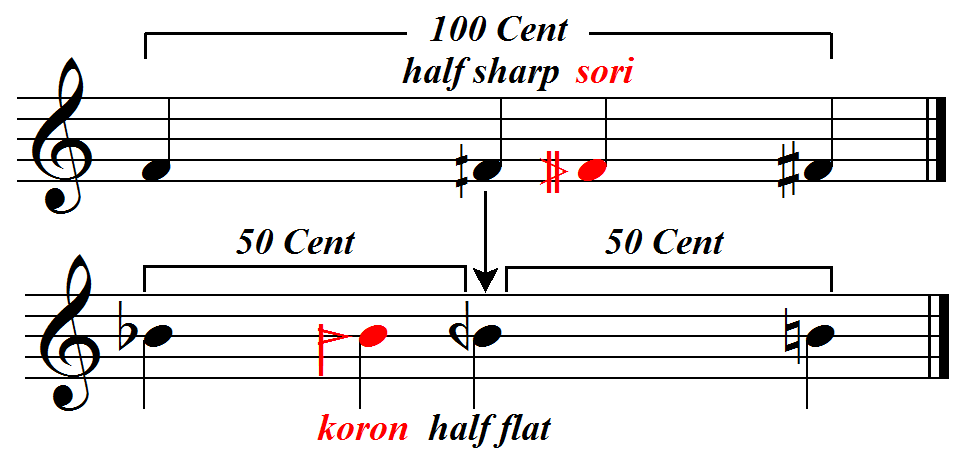
فواصل موسیقی ایرانی بر اساس ریز پرده‌های سُری و کُرُن

۲. اگر فاصله‌ای یک ربع پرده از فواصل درست، بزرگ، کوچک، کاسته و افزوده، بیشتر داشته باشد، کلمه «بیش» به آن فاصله اضافه می‌شود. مثال:
- «دو» تا «ر» (دوم بزرگ)، «دو» تا «ر سری» (دوم بیش‌بزرگ)
- «دو» تا «ر بمل» (دوم کوچک)، «دو» تا «ر کرن» (دوم بیش‌کوچک)
- «دو» تا «فا» (چهارم درست)، «دو» تا «فا سری» (چهارم بیش‌درست)
- «سی» تا «فا» (پنجم کاسته)، «سی» تا «فا سری» (پنجم بیش‌کاسته)
- «فا» تا «سی بکار» (چهارم افزوده)، «فا» تا «سی سری» (چهارم بیش‌افزوده)

توضیح: بعضی از فواصل ده‌گانه شبیه یکدیگرند. برای سهولت، بهتر است حذف شوند مانند: نیم‌بزرگ و بیش‌کوچک (حذف)، بیش‌بزرگ و کم‌افزوده (حذف)، کم‌کوچک و بیش‌کاسته (حذف). در نتیجه سه نام مشابه حذف شده و فواصل ده‌گانه، به هفت نام خلاصه می‌شود.
| شماره / نام | شماره / نام     | نت / تعداد ربع پرده  | نت / تعداد ربع پرده | تصویر |    | شماره / نام     | شماره / نام          | نت / تعداد ربع پرده | نت / تعداد ربع پرده | تصویر |
| ۱           | یکم درست        | دو - دو              | ۰                   |       | ۳۱ | ششم کم‌کاسته     | می دیز - دو کرن      | ۱۳                  |                     |       |
| ۲           | یکم بیش‌درست     | دو - دو سری          | ۱                   |       | ۳۲ | پنجم درست       | دو - سل              | ۱۴                  |                     |       |
| ۳           | دوم کم‌کوچک      | دو دیز - ر کرن       | ۱                   |       | ۳۳ | ششم کاسته       | دو - لا دوبل بمل     | ۱۴                  |                     |       |
| ۴           | یکم افزوده      | دو - دو دیز          | ۲                   |       | ۳۴ | پنجم بیش‌درست    | فا کرن - دو          | ۱۵                  |                     |       |
| ۵           | دوم کوچک        | دو - ر بمل           | ۲                   |       | ۳۵ | ششم کم‌کوچک      | می‌سری - دو           | ۱۵                  |                     |       |
| ۶           | یکم بیش‌افزوده   | دو کرن - دو دیز      | ۳                   |       | ۳۶ | پنجم افزوده     | دو - سل دیز          | ۱۶                  |                     |       |
| ۷           | دوم نیم‌بزرگ     | دو - ر کرن           | ۳                   |       | ۳۷ | ششم کوچک        | دو - لا بمل          | ۱۶                  |                     |       |
| ۸           | سوم کم‌کاسته     | دو سری - می دوبل بمل | ۳                   |       | ۳۸ | پنجم بیش‌افزوده  | فا بمل - دو سری      | ۱۷                  |                     |       |
| ۹           | دوم بزرگ        | دو - ر               | ۴                   |       | ۳۹ | ششم نیم‌بزرگ     | می کرن - دو          | ۱۷                  |                     |       |
| ۱۰          | سوم کاسته       | دو - می‌دوبل بمل      | ۴                   |       | ۴۰ | هفتم کم‌کاسته    | ر سری - دو بمل       | ۱۷                  |                     |       |
| ۱۱          | دوم بیش‌بزرگ     | دو - ر سری           | ۵                   |       | ۴۱ | ششم بزرگ        | دو - لا              | ۱۸                  |                     |       |
| ۱۲          | سوم کم‌کوچک      | دو سری - می بمل      | ۵                   |       | ۴۲ | هفتم کاسته      | دو - سی دوبل بمل     | ۱۸                  |                     |       |
| ۱۳          | دوم افزوده      | دو - ر دیز           | ۶                   |       | ۴۳ | ششم بیش‌بزرگ     | می بمل - دو سری      | ۱۹                  |                     |       |
| ۱۴          | سوم کوچک        | دو - می بمل          | ۶                   |       | ۴۴ | هفتم کم‌کوچک     | ر سری - دو           | ۱۹                  |                     |       |
| ۱۵          | دوم بیش‌افزوده   | دو بمل - ر سری       | ۷                   |       | ۴۵ | ششم افزوده      | دو - لا دیز          | ۲۰                  |                     |       |
| ۱۶          | سوم نیم‌بزرگ     | دو - می کرن          | ۷                   |       | ۴۶ | هفتم کوچک       | دو - سی بمل          | ۲۰                  |                     |       |
| ۱۷          | چهارم کم‌کاسته   | دو سری - فا بمل      | ۷                   |       | ۴۷ | ششم بیش‌افزوده   | می دوبل بمل - دو سری | ۲۱                  |                     |       |
| ۱۸          | سوم بزرگ        | دو - می              | ۸                   |       | ۴۸ | هفتم نیم‌بزرگ    | ر کرن - دو           | ۲۱                  |                     |       |
| ۱۹          | چهارم کاسته     | دو - فا بمل          | ۸                   |       | ۴۹ | اکتاو کم‌کاسته   | دو دیز - دو کرن      | ۲۱                  |                     |       |
| ۲۰          | سوم بیش‌بزرگ     | دو - می‌سری           | ۹                   |       | ۵۰ | هفتم بزرگ       | دو - سی              | ۲۲                  |                     |       |
| ۲۱          | چهارم کم‌درست    | دو - فا کرن          | ۹                   |       | ۵۱ | اکتاو کاسته     | دو - دو بمل          | ۲۲                  |                     |       |
| ۲۲          | سوم افزوده      | دو - می‌دیز           | ۱۰                  |       | ۵۲ | هفتم بیش‌بزرگ    | ر کرن - دو دیز       | ۲۳                  |                     |       |
| ۲۳          | چهارم درست      | دو - فا              | ۱۰                  |       | ۵۳ | اکتاو کم‌درست    | دو سری - دو          | ۲۳                  |                     |       |
| ۲۴          | سوم بیش‌افزوده   | دو کرن - می‌دیز       | ۱۱                  |       | ۵۴ | هفتم افزوده     | دو - سی دیز          | ۲۴                  |                     |       |
| ۲۵          | چهارم بیش‌درست   | دو - فا سری          | ۱۱                  |       | ۵۵ | اکتاو درست      | دو - دو              | ۲۴                  |                     |       |
| ۲۶          | پنجم کم‌کاسته    | فا سری - دو کرن      | ۱۱                  |       | ۵۶ | هفتم بیش‌افزوده  | سی دیز - دو کرن      | ۲۵                  |                     |       |
| ۲۷          | چهارم افزوده    | دو - فا دیز          | ۱۲                  |       | ۵۷ | اکتاو بیش‌درست   | دو - دو سری          | ۲۵                  |                     |       |
| ۲۸          | پنجم کاسته      | دو - سل بمل          | ۱۲                  |       | ۵۸ | اکتاو افزوده    | دو - دو دیز          | ۲۶                  |                     |       |
| ۲۹          | چهارم بیش‌افزوده | دو کرن - فا سری      | ۱۳                  |       | ۵۹ | اکتاو بیش‌افزوده | دو کرن - دو دیز      | ۲۷                  |                     |       |
| ۳۰          | پنجم کم‌درست     | فا سری - دو          | ۱۳                  |       |    |                 |                      |                     |                     |       |

## فواصل گام کروماتیک ایرانی
گام کروماتیک موسیقی ایرانی دارای ۲۵ نت و ۲۴ ربع پرده است. این نت‌ها می‌توانند هر کدام پایهٔ یک گام قرار گرفته و کلیهٔ مقام‌ها و دستگاه‌های موسیقی ایران در ۲۴ گام، در این مجموعه شکل می‌گیرد. برخلاف موسیقی غربی، اجرای گام کروماتیک موسیقی ایرانی به علت ساختار سازهای ایرانی و نداشتن پردهٔ ثابت، بسیار مشکل و متداول نیست.
فواصل مقام‌های دوازده‌گانه

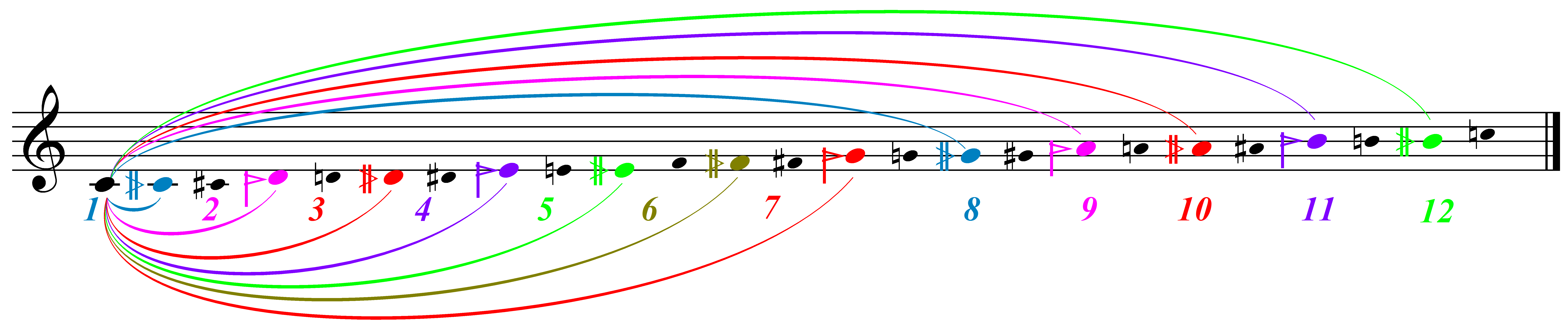
گام کروماتیک با فواصل موسیقی ایرانی: ۱. یکم بیش‌درست، ۲. دوم نیم‌بزرگ، ۳. دوم بیش‌بزرگ، ۴. سوم نیم‌بزرگ، ۵. سوم بیش‌بزرگ، ۶. چهارم بیش‌درست، ۷. پنجم کم‌درست، ۸. پنجم بیش‌درست، ۹. ششم نیم‌بزرگ، ۱۰. ششم بیش‌بزرگ، ۱۱. هفتم نیم‌بزرگ، ۱۲. هفتم بیش‌بزرگ

موسیقیدانان، دستگاه‌های موسیقی ایرانی را بعد از صفی‌الدین، دوازده دایرهٔ ملایم تشخیص دادند و به عنوان مقام‌های اصلی بکار بردند که عبارتند از:
- عشاق، نوا، بوسلیک، راست، عراق، اصفهان، زیرافکند، بزرگ، زنگوله، رهاوی، حسینی و حجازی.

این «مقام‌ها» در هر دانگ، دارای دو پرده و یک نیم پرده بود و با یک پردهٔ اتصالی، به دانگ دوم پیوند داشت. این تقسیم‌بندی، یک دورهٔ کامل در اکتاو است که از ترکیب یک فاصله «چهارم درست» (ذوالاربع) از درجه یک تا هشت، و یک فاصله «پنجم درست» (ذوالخمس) از درجه هشت تا هجده، تشکیل می‌شود و با گام کروماتیک غربی سازگار است. تمامی دستگاه‌ها، نغمه‌ها و گوشه‌ها در این تقسیم‌بندی اجرا می‌شود.
قطب‌الدین شیرازی چند دایرهٔ دیگر را «ملایم» دانسته و به این مجموعه اضافه کرد. با نام‌های:
- زنگبار، گلستان، بهار، بوستان، عذری و وامق.

برخی دیگر نیز شش مقام اضافه کردند که عبارت بود از:
- گَوِشْتْ، گردانیه، نوروز، سلمک، مایه و شهناز.

در ادامه به هر کدام از این مقام‌ها شعبه‌ای دیگر اضافه شد و مجموع آن را به ۲۴ مقام رساندند که عبارتند از:
- زابلی، اوج، نوروز خارا، ماهور، عشیران، نوروز صبا، مبرقع، پنجگاه، مغلوب، راهوی، نیریز، نیشابور، رهاب، بیاتی، همایون، نهفت، سه‌گاه، حصار، چهارگاه، عزّال، نوروز عرب، نوروز عجم، دوگاه و محّیر.

در گام موسیقی قدیم هر درجه دارای نام بود و در مسیر تکامل خود، بعضی از این نام‌ها خود تشکیل یک دستگاه را دادند. نام درجات به ترتیب عبارتند از:
- ۱. یگاه،[ث] ۲. نیم بیاتی، ۳. نیم حصار، ۴. عشیران، ۵. نیم عجم، ۶. عراق، ۷. نیم ماهور، ۸. راست، ۹. زنگوله، ۱۰. راهوی، ۱۱. دوگاه، ۱۲. نهاوند، ۱۳. سه‌گاه، ۱۴. بوسلیک، ۱۵. چهارگاه، ۱۶. صبا، ۱۷. عزّال، ۱۸. نوا.

## فواصل معکوس
موسیقی ایرانی، علاوه برداشتن فاصله‌های موسیقی غربی، دارای ۱۲ نام معکوس در فواصل مخصوص موسیقی ایرانی نیز هست. در این رده‌بندی، فواصل دوازده‌گانه با نام‌هایی متفاوت‌اند، اما محتوای آن‌ها یکی است. مثال:
|           | بیش‌افزوده | بیش‌بزرگ   | نیم‌بزرگ   | کم‌کوچک     | فاصله دوم   |
|           |           |           |           |            | فاصله دوم   |
| کم‌کاسته   | کم‌کوچک    | نیم‌بزرگ   | بیش‌بزرگ   | معکوس هفتم |             |
|           |           |           |           | معکوس هفتم |             |
|           |           |           |           |            |             |
| بیش‌افزوده | بیش‌بزرگ   | نیم‌بزرگ   | کم‌کوچک    | کم‌کاسته    | فاصله سوم   |
|           |           |           |           |            | فاصله سوم   |
| کم‌کاسته   | کم‌کوچک    | نیم‌بزرگ   | بیش‌بزرگ   | بیش‌افزوده  | معکوس ششم   |
|           |           |           |           |            | معکوس ششم   |
|           |           |           |           |            |             |
|           | بیش‌افزوده | بیش‌درست   | کم‌درست    | کم‌کاسته    | فاصله چهارم |
|           |           |           |           |            | فاصله چهارم |
| کم‌کاسته   | کم‌درست    | بیش‌درست   | بیش‌افزوده | معکوس پنجم |             |
|           |           |           |           | معکوس پنجم |             |
|           |           |           |           |            |             |
| بیش‌افزوده | بیش‌درست   | بیش‌افزوده | بیش‌درست   | درست       | فاصله یکم   |
|           |           |           |           |            | فاصله یکم   |
| بیش‌افزوده | بیش‌درست   | کم‌کاسته   | کم‌درست    | هشتم‌درست   | معکوس اکتاو |
|           |           |           |           |            | معکوس اکتاو |

## فواصل مترادف
در موسیقی ایرانی مانند موسیقی غربی بعضی از فواصل مترادف یکدیگرند یعنی نامشان متفاوت بوده ولی اندازهٔ آن‌ها یکی است و در تعداد ربع پرده‌ها مساوی هستند. مثال:
1. یکم بیش‌درست و دوم کم‌کوچک (۱ ربع پرده)
2. یکم بیش‌افزوده، دوم نیم‌بزرگ و سوم کم‌کاسته (۳ ربع پرده)
3. دوم بیش‌بزرگ و سوم کم‌کوچک (۵ ربع پرده)
4. دوم بیش‌افزوده، سوم نیم‌بزرگ و چهارم کم‌کاسته (۷ ربع پرده)
5. سوم بیش‌بزرگ و چهارم کم‌درست (۹ ربع پرده)
6. سوم بیش‌افزوده، چهارم بیش‌درست و پنجم‌کاسته (۱۱ ربع پرده)
7. چهارم بیش‌افزوده، پنجم کم‌درست و ششم‌کاسته (۱۳ ربع پرده)
8. پنجم بیش‌درست و ششم کم‌کوچک (۱۵ ربع پرده)
9. پنجم بیش‌افزوده، ششم نیم‌بزرگ و هفتم کم‌کاسته (۱۷ ربع پرده)
10. ششم بیش‌بزرگ و هفتم کم‌کوچک (۱۹ ربع پرده)
11. ششم بیش‌افزوده، هفتم نیم‌بزرگ و اکتاو کم‌کاسته (۲۱ ربع پرده)
12. هفتم بیش‌بزرگ و اکتاو کم‌درست (۲۳ ربع پرده)
13. هفتم بیش‌افزوده و اکتاو بیش‌درست (۲۵ ربع پرده)

## فواصل ترکیبی
فاصلهٔ ترکیبی به فاصله‌ای می‌گویند که وسعت صوتی آن از اکتاو بیشتر باشد. با اضافه کردن یک فاصلهٔ اکتاو به هر کدام از فاصله‌ها، یک فاصلهٔ ترکیبی به وجود می‌آید. وقتی یک فاصلهٔ ساده را به فاصلهٔ ترکیبی تبدیل می‌کنیم، تغییری در محتوای آن به وجود نمی‌آید. نام‌گذاری این فواصل بدین صورت است که با اضافه کردن عدد هفت، به فاصلهٔ مورد نظر، فاصلهٔ ترکیبی شناخته می‌شود. مثال:
- دوم نیم‌بزرگ + اکتاو = نهم نیم‌بزرک
- سوم نیم‌بزرگ + اکتاو = دهم نیم‌بزرگ
- چهارم کم‌درست + اکتاو = یازدهم کم‌درست
- پنجم بیش‌درست + اکتاو = دوازدهم بیش‌درست
- ششم کم‌کوچک + اکتاو = سیزدهم کم‌کوچک
- هفتم کم‌کاسته + اکتاو = چهاردهم کم‌کاسته

## فواصل هفت دستگاه موسیقی ایرانی
موسیقی امروز ایران با موسیقی قدیم تفاوت دارد و در طبقه‌بندی جدیدی به نام ردیف، بر اساس روایات موسیقی‌دانان گذشته مانند: آقا حسینقلی، میرزا عبداله و درویش خان استوار است. ردیف‌های موسیقی ایران شامل هفت دستگاه اصلی و ۲۲۸ گوشه است. در هر دستگاه سه صدا یا درجهٔ اصلی وجود دارد که به نت شاهد، نت متغیر و نت ایست که فرود موقت است، نامیده می‌شوند. در بعضی از دستگاه‌ها ممکن است نت شاهد و ایست یکی باشد یا نت متغیر نداشته باشد. از بعضی ردیف‌های هفت دستگاه موسیقی ایرانی، پنج ردیف منشعب می‌شود که آن‌ها را «نغمه»، «بیات» یا ردیف آوازی می‌نامند و مانند ردیف‌های سازی، دارای نت‌های شاهد، متغیر و ایست هستند. ردیف‌های آوازی در عین استقلال وابسته به دستگاه اصلی هستند و در نهایت با «فرود» که یک قطعهٔ ارتباطی‌ست، به دستگاه اصلی وصل می‌شوند.
در هفت ردیف موسیقی ایرانی، دستگاه شور گسترده‌تر از دستگاه‌های دیگر است و دارای چهار ردیف آوازی وابسته به خود اما مستقل به نام‌های: ابوعطا، بیات ترک، افشاری و دشتی است. آواز اصفهان نیز یکی از ملحقات دستگاه همایون است که در نهایت پنج ردیف اصلی آواز را تشکیل می‌دهند.
| دستگاه شور | شور | دستگاه سه‌گاه                                                                          | سه‌گاه                                                                               |
| شور: دوم نیم‌بزرگ، سوم کوچک، چهارم و پنجم درست، ششم و هفتم کوچک، هشتم درست.                                                                              | شور: دوم نیم‌بزرگ، سوم کوچک، چهارم و پنجم درست، ششم و هفتم کوچک، هشتم درست.                                                                              | سه‌گاه: دوم بزرگ، سوم نیم‌بزرگ، چهارم و پنجم درست، ششم نیم‌بزرگ، هفتم کوچک، هشتم درست.   | سه‌گاه: دوم بزرگ، سوم نیم‌بزرگ، چهارم و پنجم درست، ششم نیم‌بزرگ، هفتم کوچک، هشتم درست. |
| دستگاه راست پنجگاه | راست پنجگاه | دستگاه نوا                                                                            | نوا                                                                                 |
| راست‌پنجگاه: دوم بزرگ، سوم بزرگ، چهارم و پنجم درست، ششم و هفتم بزرگ، هشتم درست.                                                                          | راست‌پنجگاه: دوم بزرگ، سوم بزرگ، چهارم و پنجم درست، ششم و هفتم بزرگ، هشتم درست.                                                                          | نوا: دوم بزرگ، سوم کوچک، چهارم و پنجم درست، ششم نیم‌بزرگ، هفتم کوچک، هشتم درست.        | نوا: دوم بزرگ، سوم کوچک، چهارم و پنجم درست، ششم نیم‌بزرگ، هفتم کوچک، هشتم درست.      |
| دستگاه ماهور | ماهور | دستگاه همایون                                                                         | همایون                                                                              |
| ماهور: دوم بزرگ، سوم بزرگ، چهارم و پنجم درست، ششم و هفتم بزرگ، هشتم درست.                                                                               | ماهور: دوم بزرگ، سوم بزرگ، چهارم و پنجم درست، ششم و هفتم بزرگ، هشتم درست.                                                                               | همایون: دوم نیم‌بزرگ، سوم بزرگ، چهارم و پنجم درست، ششم و هفتم کوچک، هشتم درست.         | همایون: دوم نیم‌بزرگ، سوم بزرگ، چهارم و پنجم درست، ششم و هفتم کوچک، هشتم درست.       |
| توضیحات: - خطوط منحنی ساده، نشانگر فاصلهٔ یک‌پرده‌ای است. - خطوط منحنی گوشه‌دار، نشانگر فاصلهٔ نیم‌پرده‌ای است. - خطوط منحنی مقطع، نشانگر فاصلهٔ ریزپرده‌ای است. | توضیحات: - خطوط منحنی ساده، نشانگر فاصلهٔ یک‌پرده‌ای است. - خطوط منحنی گوشه‌دار، نشانگر فاصلهٔ نیم‌پرده‌ای است. - خطوط منحنی مقطع، نشانگر فاصلهٔ ریزپرده‌ای است. | دستگاه چهارگاه                                                                        | چهارگاه                                                                             |
| توضیحات: - خطوط منحنی ساده، نشانگر فاصلهٔ یک‌پرده‌ای است. - خطوط منحنی گوشه‌دار، نشانگر فاصلهٔ نیم‌پرده‌ای است. - خطوط منحنی مقطع، نشانگر فاصلهٔ ریزپرده‌ای است. | توضیحات: - خطوط منحنی ساده، نشانگر فاصلهٔ یک‌پرده‌ای است. - خطوط منحنی گوشه‌دار، نشانگر فاصلهٔ نیم‌پرده‌ای است. - خطوط منحنی مقطع، نشانگر فاصلهٔ ریزپرده‌ای است. | چهارگاه: دوم نیم‌بزرگ، سوم بزرگ، چهارم و پنجم درست، ششم نیم‌بزرگ، هفتم بزرگ، هشتم درست. |                                                                                     |

## یادداشت
1. ↑  وسطای ایرانی را در کتب قدیم «وسطی الفرس» یا «وسطای قدیم» می‌نامیدند.[۱۸]
2. ↑   منظور از شرق، کشورهای همسایه و نزدیک ایران مانند: افغانستان، هندوستان، پاکستان، قفقاز، آذربایجان، ترکیه، عراق، سوریه و فلسطین است و با کشورهای شرق دور مثل چین و ژاپن فرق دارد.[۲۱]
3. ↑  Tetrachord
4. ↑  Pentachord
5. ↑  در موسیقی ایرانی نت اول، نامی نداشته است و ممکن است از «یگاه» به جای «تونیک» استفاده شده باشد.[۴۸]